# Carcharodorhynchus subterraneus
Carcharodorhynchus subterraneus är en plattmaskart som beskrevs av Meixner 1938. Carcharodorhynchus subterraneus ingår i släktet Carcharodorhynchus, och familjen Schizorhynchidae. Arten är reproducerande i Sverige.